# Во-сюр-Сёль
Во-сюр-Сёль (фр. Vaux-sur-Seulles) — коммуна во Франции, находится в регионе Нижняя Нормандия. Департамент коммуны — Кальвадос. Входит в состав кантона Крёлли. Округ коммуны — Кан.
Код INSEE коммуны — 14733.

## Население
Население коммуны на 2010 год составляло 292 человека.
| 1962 | 1968 | 1975 | 1982 | 1990 | 1999 | 2010 |
| ---- | ---- | ---- | ---- | ---- | ---- | ---- |
| 281  | 230  | 248  | 286  | 332  | 322  | 292  |

## Экономика
В 2010 году среди 196 человек трудоспособного возраста (15—64 лет) 133 были экономически активными, 63 — неактивными (показатель активности — 67,9 %, в 1999 году было 72,6 %). Из 133 активных жителей работали 124 человека (67 мужчин и 57 женщин), безработных было 9 (4 мужчины и 5 женщин). Среди 63 неактивных 15 человек были учениками или студентами, 35 — пенсионерами, 13 были неактивными по другим причинам.